# Orobanche salviae
Orobanche salviae är en snyltrotsväxtart som beskrevs av F. G. Schultz. Orobanche salviae ingår i släktet snyltrötter, och familjen snyltrotsväxter. Inga underarter finns listade i Catalogue of Life.